# Contomastix vacariensis
Contomastix vacariensis — вид ящірок родини теїдових (Teiidae). Ендемік Бразилії.

## Поширення і екологія
Contomastix vacariensis мешкають в штатах Ріу-Гранді-ду-Сул, Санта-Катарина і Парана на півдні Бразилії. Вони живуть в араукарієвих лісах, трапляються серед скель. Зустрічаються на висоті понад 900 м над рівнем моря. Ведуть наземний спосіб життя, живляться безхребетними.

## Збереження
МСОП класифікує цей вид як вразливий. Contomastix vacariensis загрожує знищення природного середовища.